# Omosarotes
Omosarotes is een kevergeslacht uit de familie van de boktorren (Cerambycidae). De wetenschappelijke naam van het geslacht werd voor het eerst geldig gepubliceerd in 1860 door Pascoe.

## Soorten
Omosarotes omvat de volgende soorten:
- Omosarotes ater Júlio & Monné, 2001
- Omosarotes foxi (Lane, 1973)
- Omosarotes nigripennis (Zajciw, 1970)
- Omosarotes paradoxum (Tippmann, 1955)
- Omosarotes singularis Pascoe, 1860